# Saison 1990 de la WTA
Vainqueurs des tournois majeurs
Résultats des tournois de tennis organisés par la WTA en 1990.

## Résumé de la saison
Si Steffi Graf a dominé de bout en bout les saisons 1988 et 1989, son emprise sur le circuit féminin n'est plus que relative pendant la saison 1990 de la Women's Tennis Association (WTA). Victorieuse à l'Open d'Australie en janvier, elle voit les trois dernières levées du Grand Chelem lui échapper. 
La jeune prodige Monica Seles, auteur d'un printemps à succès, la bat d'abord en finale à Roland-Garros. Puis, en septembre, l'Allemande s'incline à l'US Open face à Gabriela Sabatini qui gagne là l'unique titre du Grand Chelem de sa carrière. 
À Wimbledon, Martina Navrátilová (trente-trois ans) remporte le dernier de ses dix-huit Majeurs en simple face à la surprenante Zina Garrison, tombeuse de Graf en demi-finale.
Jennifer Capriati et Anke Huber, respectivement quatorze et quinze ans, décrochent chacune leur premier trophée WTA, tandis que Mary Joe Fernández, finaliste malheureuse en Australie, s'impose à deux occasions.
Graf, au bénéfice de la plus grande régularité, conclut la saison numéro un mondiale devant Seles, la lauréate des Masters de novembre.
En double, Jana Novotná et Helena Suková triomphent dans trois des quatre levées du Grand Chelem, abandonnant Flushing Meadows à la paire Gigi Fernández-Navrátilová. 

## Organisation de la saison
Indépendamment des 4 tournois du Grand Chelem (organisés par l'ITF), la saison 1990 de la WTA se compose des tournois suivants :
- les tournois Tier I (6),
- les tournois Tier II (14),
- les tournois Tier III, Tier IV, Tier V (34)
- Les Masters de fin de saison

La saison 1990 compte donc 59 tournois.
À ce calendrier s'ajoute aussi l'épreuve par équipes nationales : la Coupe de la Fédération.

## Palmarès

### Simple
| No | Date       | Nom et lieu du tournoi                          | Catégorie | Dotation    | Surface         | Vainqueure           | Finaliste           | Score                   |         |
| -- | ---------- | ----------------------------------------------- | --------- | ----------- | --------------- | -------------------- | ------------------- | ----------------------- | ------- |
| 1  | 01/01/1990 | Danone Open, Brisbane                           | Tier IV   | 150 000 $   | Dur (ext.)      | Natasha Zvereva      | Rachel McQuillan    | 6-4, 6-0                | Tableau |
| 2  | 08/01/1990 | Holden NSW Open, Sydney                         | Tier III  | 225 000 $   | Dur (ext.)      | Natasha Zvereva      | Barbara Paulus      | 4-6, 6-1, 6-3           | Tableau |
| 3  | 15/01/1990 | Ford Australian Open, Melbourne                 | G. Chelem | 1 220 160 $ | Dur (ext.)      | Steffi Graf          | Mary Joe Fernández  | 6-3, 6-4                | Tableau |
| 4  | 29/01/1990 | Nutri-Metics, Auckland                          | Tier V    | 75 000 $    | Dur (ext.)      | Leila Meskhi         | Sabine Appelmans    | 6-1, 6-0                | Tableau |
| 5  | 29/01/1990 | Toray Pan Pacific Open, Tokyo                   | Tier II   | 350 000 $   | Moquette (int.) | Steffi Graf          | Arantxa Sánchez     | 6-1, 6-2                | Tableau |
| 6  | 05/02/1990 | Fernleaf International Classic, Wellington      | Tier V    | 75 000 $    | Dur (ext.)      | Wiltrud Probst       | Leila Meskhi        | 1-6, 6-4, 6-0           | Tableau |
| 7  | 05/02/1990 | Breyers Tennis Classic, Wichita                 | Tier IV   | 150 000 $   | Moquette (int.) | Dinky Van Rensburg   | Nathalie Tauziat    | 2-6, 7-5, 6-2           | Tableau |
| 8  | 12/02/1990 | Virginia Slims of Chicago, Chicago              | Tier I    | 500 000 $   | Moquette (int.) | Martina Navrátilová  | Manuela Maleeva     | 6-3, 6-2                | Tableau |
| 9  | 19/02/1990 | Virginia Slims of Oklahoma, Oklahoma City       | Tier IV   | 150 000 $   | Dur (int.)      | Amy Frazier          | Manon Bollegraf     | 6-4, 6-2                | Tableau |
| 10 | 19/02/1990 | Virginia Slims of Washington, Washington        | Tier II   | 350 000 $   | Moquette (int.) | Martina Navrátilová  | Zina Garrison       | 6-1, 6-0                | Tableau |
| 11 | 26/02/1990 | Virginia Slims of Indian Wells, Indian Wells    | Tier II   | 350 000 $   | Dur (ext.)      | Martina Navrátilová  | Helena Suková       | 6-2, 5-7, 6-1           | Tableau |
| 12 | 05/03/1990 | Virginia Slims of Florida, Boca Raton           | Tier II   | 350 000 $   | Dur (ext.)      | Gabriela Sabatini    | Jennifer Capriati   | 6-4, 7-5                | Tableau |
| 13 | 16/03/1990 | Lipton International Championships, Miami       | Tier I    | 750 000 $   | Dur (ext.)      | Monica Seles         | Judith Wiesner      | 6-1, 6-2                | Tableau |
| 14 | 26/03/1990 | Virginia Slims of Houston, Houston              | Tier III  | 225 000 $   | Terre (ext.)    | Katerina Maleeva     | Arantxa Sánchez     | 6-1, 1-6, 6-4           | Tableau |
| 15 | 26/03/1990 | US Hard Court Championships, San Antonio        | Tier III  | 225 000 $   | Dur (ext.)      | Monica Seles         | Manuela Maleeva     | 6-4, 6-3                | Tableau |
| 16 | 02/04/1990 | Family Circle Mag. Cup, Hilton Head             | Tier I    | 500 000 $   | Terre (ext.)    | Martina Navrátilová  | Jennifer Capriati   | 6-2, 6-4                | Tableau |
| 17 | 09/04/1990 | Suntory Japan Open, Tokyo                       | Tier IV   | 150 000 $   | Dur (ext.)      | Catarina Lindqvist   | Elizabeth Smylie    | 6-3, 6-2                | Tableau |
| 18 | 09/04/1990 | Bausch & Lomb Championships, Amelia Island      | Tier II   | 350 000 $   | Terre (ext.)    | Steffi Graf          | Arantxa Sánchez     | 6-1, 6-0                | Tableau |
| 19 | 16/04/1990 | Eckerd Tennis Open, Tampa                       | Tier III  | 225 000 $   | Terre (ext.)    | Monica Seles         | Katerina Maleeva    | 6-1, 6-0                | Tableau |
| 20 | 23/04/1990 | DHL Open, Singapour                             | Tier IV   | 150 000 $   | Dur (ext.)      | Naoko Sawamatsu      | Sarah Loosemore     | 7-6, 3-6, 6-4           | Tableau |
| 21 | 23/04/1990 | International Championships of Spain, Barcelone | Tier IV   | 150 000 $   | Terre (ext.)    | Arantxa Sánchez      | Isabel Cueto        | 6-4, 6-2                | Tableau |
| 22 | 30/04/1990 | Trofeo Ilva-Coppa Mantegazza, Tarente           | Tier V    | 75 000 $    | Terre (ext.)    | Raffaella Reggi      | Alexia Dechaume     | 3-6, 6-0, 6-2           | Tableau |
| 23 | 30/04/1990 | Citizen Cup, Hambourg                           | Tier II   | 350 000 $   | Terre (ext.)    | Steffi Graf          | Arantxa Sánchez     | 5-7, 6-0, 6-1           | Tableau |
| 24 | 07/05/1990 | Peugeot Open Cup, Rome                          | Tier I    | 500 000 $   | Terre (ext.)    | Monica Seles         | Martina Navrátilová | 6-1, 6-1                | Tableau |
| 25 | 14/05/1990 | Lufthansa Cup German Open, Berlin               | Tier I    | 500 000 $   | Terre (ext.)    | Monica Seles         | Steffi Graf         | 6-4, 6-3                | Tableau |
| 26 | 21/05/1990 | Internationaux de Strasbourg, Strasbourg        | Tier IV   | 150 000 $   | Terre (ext.)    | Mercedes Paz         | Ann Grossman        | 6-2, 6-3                | Tableau |
| 27 | 21/05/1990 | Geneva European Open, Genève                    | Tier IV   | 150 000 $   | Terre (ext.)    | Barbara Paulus       | Helen Kelesi        | 2-6, 7-5, 7-6           | Tableau |
| 28 | 28/05/1990 | Roland-Garros, Paris                            | G. Chelem | 2 019 720 $ | Terre (ext.)    | Monica Seles         | Steffi Graf         | 7-66, 6-4               | Tableau |
| 29 | 11/06/1990 | Dow Classic, Birmingham                         | Tier IV   | 150 000 $   | Gazon (ext.)    | Zina Garrison        | Helena Suková       | 6-4, 6-1                | Tableau |
| 30 | 18/06/1990 | Pilkington Glass Championships, Eastbourne      | Tier II   | 350 000 $   | Gazon (ext.)    | Martina Navrátilová  | Gretchen Rush       | 6-0, 6-2                | Tableau |
| 31 | 25/06/1990 | The Championships, Wimbledon                    | G. Chelem | 2 561 585 $ | Gazon (ext.)    | Martina Navrátilová  | Zina Garrison       | 6-4, 6-1                | Tableau |
| 32 | 09/07/1990 | Swedish Open, Båstad                            | Tier V    | 75 000 $    | Terre (ext.)    | Sandra Cecchini      | Csilla Bartos       | 6-1, 6-2                | Tableau |
| 33 | 09/07/1990 | Torneo Internazionale, Palerme                  | Tier IV   | 75 000 $    | Terre (ext.)    | Isabel Cueto         | Barbara Paulus      | 6-2, 6-2                | Tableau |
| 34 | 16/07/1990 | Estoril Ladies Open, Estoril                    | Tier V    | 100 000 $   | Terre (ext.)    | Federica Bonsignori  | Laura Garrone       | 2-6, 6-3, 6-3           | Tableau |
| 35 | 16/07/1990 | Virginia Slims of Newport, Newport (RI)         | Tier III  | 225 000 $   | Gazon (ext.)    | Arantxa Sánchez      | Jo Durie            | 7-6, 4-6, 7-5           | Tableau |
| 36 | 30/07/1990 | Canadian Open, Montréal                         | Tier I    | 500 000 $   | Dur (ext.)      | Steffi Graf          | Katerina Maleeva    | 6-1, 6-7, 6-3           | Tableau |
| 37 | 06/08/1990 | Virginia Slims of Albuquerque, Albuquerque      | Tier IV   | 150 000 $   | Dur (ext.)      | Jana Novotná         | Laura Arraya        | 6-4, 6-4                | Tableau |
| 38 | 06/08/1990 | American Bank Classic, San Diego                | Tier III  | 225 000 $   | Dur (ext.)      | Steffi Graf          | Manuela Maleeva     | 6-3, 6-2                | Tableau |
| 39 | 13/08/1990 | Virginia Slims of Los Angeles, Manhattan Beach  | Tier II   | 350 000 $   | Dur (ext.)      | Monica Seles         | Martina Navrátilová | 6-4, 3-6, 7-6           | Tableau |
| 40 | 20/08/1990 | OTB International Open, Schenectady             | Tier V    | 75 000 $    | Dur (ext.)      | Anke Huber           | Marianne Werdel     | 6-1, 5-7, 6-4           | Tableau |
| 41 | 27/08/1990 | US Open, Flushing Meadows                       | G. Chelem | 2 707 250 $ | Dur (ext.)      | Gabriela Sabatini    | Steffi Graf         | 6-2, 7-64               | Tableau |
| 42 | 10/09/1990 | Athens Open, Athènes                            | Tier V    | 75 000 $    | Terre (ext.)    | Cecilia Dahlman      | Katia Piccolini     | 7-5, 7-5                | Tableau |
| 43 | 10/09/1990 | Austrian Open, Kitzbühel                        | Tier IV   | 100 000 $   | Terre (ext.)    | Claudia Kohde-Kilsch | Rachel McQuillan    | 7-6, 6-4                | Tableau |
| 44 | 17/09/1990 | Clarins Open, Paris                             | Tier IV   | 150 000 $   | Terre (ext.)    | Conchita Martínez    | Patricia Tarabini   | 7-5, 6-3                | Tableau |
| 45 | 24/09/1990 | Open Whirlpool-Ville de Bayonne, Bayonne        | Tier V    | 100 000 $   | Moquette (int.) | Nathalie Tauziat     | Anke Huber          | 6-3, 7-6                | Tableau |
| 46 | 24/09/1990 | Volkswagen Grand Prix, Leipzig                  | Tier III  | 225 000 $   | Moquette (int.) | Steffi Graf          | Arantxa Sánchez     | 6-1, 6-1                | Tableau |
| 47 | 24/09/1990 | Nichirei International Championships, Tokyo     | Tier II   | 350 000 $   | Moquette (int.) | Mary Joe Fernández   | Amy Frazier         | 3-6, 6-2, 6-3           | Tableau |
| 48 | 01/10/1990 | Moscow Open, Moscou                             | Tier V    | 100 000 $   | Moquette (int.) | Leila Meskhi         | Elena Bryukhovets   | 6-4, 6-4                | Tableau |
| 49 | 08/10/1990 | BMW European Indoors, Zurich                    | Tier II   | 350 000 $   | Moquette (int.) | Steffi Graf          | Gabriela Sabatini   | 6-3, 6-2                | Tableau |
| 50 | 15/10/1990 | Arizona Classic, Scottsdale                     | Tier IV   | 150 000 $   | Dur (ext.)      | Conchita Martínez    | Marianne Werdel     | 7-5, 6-1                | Tableau |
| 51 | 15/10/1990 | Porsche Tennis GP, Filderstadt                  | Tier II   | 350 000 $   | Dur (int.)      | Mary Joe Fernández   | Barbara Paulus      | 6-1, 6-3                | Tableau |
| 52 | 22/10/1990 | Puerto Rico Open, Dorado                        | Tier IV   | 150 000 $   | Dur (ext.)      | Jennifer Capriati    | Zina Garrison       | 5-7, 6-4, 6-2           | Tableau |
| 53 | 22/10/1990 | Midland Bank Championships, Brighton            | Tier II   | 350 000 $   | Moquette (int.) | Steffi Graf          | Helena Suková       | 7-5, 6-3                | Tableau |
| 54 | 29/10/1990 | Virginia Slims of Nashville, Nashville          | Tier IV   | 150 000 $   | Dur (int.)      | Natalia Medvedeva    | Susan Sloane        | 6-3, 7-6                | Tableau |
| 55 | 29/10/1990 | Virginia Slims of California, Oakland           | Tier II   | 350 000 $   | Moquette (int.) | Monica Seles         | Martina Navrátilová | 6-3, 7-6                | Tableau |
| 56 | 05/11/1990 | Jello Classic, Indianapolis                     | Tier IV   | 150 000 $   | Dur (int.)      | Conchita Martínez    | Leila Meskhi        | 6-4, 6-2                | Tableau |
| 57 | 05/11/1990 | Virginia Slims of New England, Worcester        | Tier II   | 350 000 $   | Moquette (int.) | Steffi Graf          | Gabriela Sabatini   | 7-6, 6-3                | Tableau |
| 58 | 12/11/1990 | Virginia Slims Championships, New York          | Masters   | 3 000 000 $ | Moquette (int.) | Monica Seles         | Gabriela Sabatini   | 6-4, 5-7, 3-6, 6-4, 6-2 | Tableau |
| 59 | 26/11/1990 | Nivea Cup, São Paulo                            | Tier V    | 75 000 $    | Terre (ext.)    | Veronika Martinek    | Donna Faber         | 6-2, 6-4                | Tableau |

### Double
| No | Date       | Nom et lieu du tournoi                         | Catégorie | Dotation    | Surface         | Vainqueures                         | Finalistes                          | Score         |         |
| -- | ---------- | ---------------------------------------------- | --------- | ----------- | --------------- | ----------------------------------- | ----------------------------------- | ------------- | ------- |
| 1  | 01/01/1990 | Danone Open Brisbane                           | Tier IV   | 150 000 $   | Dur (ext.)      | Jana Novotná Helena Suková          | Hana Mandlíková Pam Shriver         | 6-3, 6-1      | Tableau |
| 2  | 08/01/1990 | Holden NSW Open Sydney                         | Tier III  | 225 000 $   | Dur (ext.)      | Jana Novotná Helena Suková          | Larisa Neiland Natasha Zvereva      | 6-3, 7-5      | Tableau |
| 3  | 15/01/1990 | Ford Australian Open Melbourne                 | G. Chelem | 1 220 160 $ | Dur (ext.)      | Jana Novotná Helena Suková          | Patty Fendick Mary Joe Fernández    | 7-65, 7-66    | Tableau |
| 4  | 29/01/1990 | Nutri-Metics Auckland                          | Tier V    | 75 000 $    | Dur (ext.)      | Natalia Medvedeva Leila Meskhi      | Jill Hetherington Robin White       | 3-6, 6-3, 7-6 | Tableau |
| 5  | 29/01/1990 | Toray Pan Pacific Open Tokyo                   | Tier II   | 350 000 $   | Moquette (int.) | Gigi Fernández Elizabeth Smylie     | Jo-Anne Faull Rachel McQuillan      | 6-2, 6-2      | Tableau |
| 6  | 05/02/1990 | Fernleaf International Classic Wellington      | Tier V    | 75 000 $    | Dur (ext.)      | Natalia Medvedeva Leila Meskhi      | Michelle Jaggard Julie Richardson   | 6-3, 2-6, 6-4 | Tableau |
| 7  | 05/02/1990 | Breyers Tennis Classic Wichita                 | Tier IV   | 150 000 $   | Moquette (int.) | Manon Bollegraf Meredith McGrath    | Mary Lou Piatek Wendy White         | 6-0, 6-2      | Tableau |
| 8  | 12/02/1990 | Virginia Slims of Chicago Chicago              | Tier I    | 500 000 $   | Moquette (int.) | Martina Navrátilová Anne Smith      | Arantxa Sánchez Nathalie Tauziat    | 6-7, 6-4, 6-3 | Tableau |
| 9  | 19/02/1990 | Virginia Slims of Oklahoma Oklahoma City       | Tier IV   | 150 000 $   | Dur (int.)      | Mary Lou Piatek Wendy White         | Manon Bollegraf Lise Gregory        | 7-5, 7-2      | Tableau |
| 10 | 19/02/1990 | Virginia Slims of Washington Washington        | Tier II   | 350 000 $   | Moquette (int.) | Zina Garrison Martina Navrátilová   | Ann Henricksson Dinky Van Rensburg  | 6-0, 6-3      | Tableau |
| 11 | 26/02/1990 | Virginia Slims of Indian Wells Indian Wells    | Tier II   | 350 000 $   | Dur (ext.)      | Jana Novotná Helena Suková          | Gigi Fernández Martina Navrátilová  | 6-2, 7-6      | Tableau |
| 12 | 05/03/1990 | Virginia Slims of Florida Boca Raton           | Tier II   | 350 000 $   | Dur (ext.)      | Jana Novotná Helena Suková          | Elise Burgin Wendy Turnbull         | 6-4, 6-2      | Tableau |
| 13 | 16/03/1990 | Lipton International Championships Miami       | Tier I    | 750 000 $   | Dur (ext.)      | Jana Novotná Helena Suková          | Betsy Nagelsen Robin White          | 6-4, 6-3      | Tableau |
| 14 | 26/03/1990 | Virginia Slims of Houston Houston              | Tier III  | 225 000 $   | Terre (ext.)    | NC                                  | NC                                  | Pluie         | Tableau |
| 15 | 26/03/1990 | US Hard Court Championships San Antonio        | Tier III  | 225 000 $   | Dur (ext.)      | Kathy Jordan Elizabeth Smylie       | Gigi Fernández Robin White          | 7-5, 7-5      | Tableau |
| 16 | 02/04/1990 | Family Circle Mag. Cup Hilton Head             | Tier I    | 500 000 $   | Terre (ext.)    | Martina Navrátilová Arantxa Sánchez | Mercedes Paz Natasha Zvereva        | 6-2, 6-1      | Tableau |
| 17 | 09/04/1990 | Suntory Japan Open Tokyo                       | Tier IV   | 150 000 $   | Dur (ext.)      | Kathy Jordan Elizabeth Smylie       | Hu Na Michelle Jaggard              | 6-0, 3-6, 6-1 | Tableau |
| 18 | 09/04/1990 | Bausch & Lomb Championships Amelia Island      | Tier II   | 350 000 $   | Terre (ext.)    | Mercedes Paz Arantxa Sánchez        | Regina Kordová Andrea Temesvári     | 7-6, 6-4      | Tableau |
| 19 | 16/04/1990 | Eckerd Tennis Open Tampa                       | Tier III  | 225 000 $   | Terre (ext.)    | Mercedes Paz Arantxa Sánchez        | Sandra Cecchini Laura Arraya        | 6-2, 6-0      | Tableau |
| 20 | 23/04/1990 | International Championships of Spain Barcelone | Tier IV   | 150 000 $   | Terre (ext.)    | Mercedes Paz Arantxa Sánchez        | Sabrina Goleš Patricia Tarabini     | 6-7, 6-2, 6-1 | Tableau |
| 21 | 23/04/1990 | DHL Open Singapour                             | Tier IV   | 150 000 $   | Dur (ext.)      | Jo Durie Jill Hetherington          | Pascale Paradis Catherine Suire     | 6-4, 6-1      | Tableau |
| 22 | 30/04/1990 | Trofeo Ilva-Coppa Mantegazza Tarente           | Tier V    | 75 000 $    | Terre (ext.)    | Elena Bryukhovets Eugenia Maniokova | Silvia Farina Rita Grande           | 7-6, 6-1      | Tableau |
| 23 | 30/04/1990 | Citizen Cup Hambourg                           | Tier II   | 350 000 $   | Terre (ext.)    | Gigi Fernández Martina Navrátilová  | Larisa Neiland Helena Suková        | 6-2, 6-3      | Tableau |
| 24 | 07/05/1990 | Peugeot Open Cup Rome                          | Tier I    | 500 000 $   | Terre (ext.)    | Helen Kelesi Monica Seles           | Laura Garrone Laura Golarsa         | 6-3, 6-4      | Tableau |
| 25 | 14/05/1990 | Lufthansa Cup German Open Berlin               | Tier I    | 500 000 $   | Terre (ext.)    | Nicole Provis Elna Reinach          | Hana Mandlíková Jana Novotná        | 6-2, 6-1      | Tableau |
| 26 | 21/05/1990 | Geneva European Open Genève                    | Tier IV   | 150 000 $   | Terre (ext.)    | Louise Field Dinky Van Rensburg     | Elise Burgin Betsy Nagelsen         | 5-7, 7-6, 7-5 | Tableau |
| 27 | 21/05/1990 | Internationaux de Strasbourg Strasbourg        | Tier IV   | 150 000 $   | Terre (ext.)    | Nicole Provis Elna Reinach          | Kathy Jordan Elizabeth Smylie       | 6-1, 6-4      | Tableau |
| 28 | 28/05/1990 | Roland-Garros Paris                            | G. Chelem | 2 019 720 $ | Terre (ext.)    | Jana Novotná Helena Suková          | Larisa Neiland Natasha Zvereva      | 6-4, 7-5      | Tableau |
| 29 | 11/06/1990 | Dow Classic Birmingham                         | Tier IV   | 150 000 $   | Gazon (ext.)    | Larisa Neiland Natasha Zvereva      | Lise Gregory Gretchen Rush          | 3-6, 6-3, 6-3 | Tableau |
| 30 | 18/06/1990 | Pilkington Glass Championships Eastbourne      | Tier II   | 350 000 $   | Gazon (ext.)    | Larisa Neiland Natasha Zvereva      | Patty Fendick Zina Garrison         | 6-4, 6-3      | Tableau |
| 31 | 25/06/1990 | The Championships Wimbledon                    | G. Chelem | 2 561 585 $ | Gazon (ext.)    | Jana Novotná Helena Suková          | Kathy Jordan Elizabeth Smylie       | 6-3, 6-4      | Tableau |
| 32 | 09/07/1990 | Swedish Open Båstad                            | Tier V    | 75 000 $    | Terre (ext.)    | Mercedes Paz Tine Scheuer-Larsen    | Carin Bakkum Nicole Jagerman        | 6-3, 6-7, 6-2 | Tableau |
| 33 | 09/07/1990 | Torneo Internazionale Palerme                  | Tier IV   | 75 000 $    | Terre (ext.)    | Laura Garrone Karin Kschwendt       | Florencia Labat Barbara Romano      | 6-2, 6-4      | Tableau |
| 34 | 16/07/1990 | Estoril Ladies Open Estoril                    | Tier V    | 100 000 $   | Terre (ext.)    | Sandra Cecchini Patricia Tarabini   | Carin Bakkum Nicole Jagerman        | 1-6, 6-2, 6-3 | Tableau |
| 35 | 16/07/1990 | Virginia Slims of Newport Newport (RI)         | Tier III  | 225 000 $   | Gazon (ext.)    | Lise Gregory Gretchen Rush          | Patty Fendick Anne Smith            | 7-6, 6-1      | Tableau |
| 36 | 30/07/1990 | Canadian Open Montréal                         | Tier I    | 500 000 $   | Dur (ext.)      | Betsy Nagelsen Gabriela Sabatini    | Helen Kelesi Raffaella Reggi        | 3-6, 6-2, 6-2 | Tableau |
| 37 | 06/08/1990 | Virginia Slims of Albuquerque Albuquerque      | Tier IV   | 150 000 $   | Dur (ext.)      | Meredith McGrath Anne Smith         | Peanut Louie Wendy White            | 7-6, 6-4      | Tableau |
| 38 | 06/08/1990 | American Bank Classic San Diego                | Tier III  | 225 000 $   | Dur (ext.)      | Patty Fendick Zina Garrison         | Elise Burgin Rosalyn Fairbank       | 6-4, 7-6      | Tableau |
| 39 | 13/08/1990 | Virginia Slims of Los Angeles Manhattan Beach  | Tier II   | 350 000 $   | Dur (ext.)      | Gigi Fernández Jana Novotná         | Mercedes Paz Gabriela Sabatini      | 6-3, 4-6, 6-4 | Tableau |
| 40 | 20/08/1990 | OTB International Open Schenectady             | Tier V    | 75 000 $    | Dur (ext.)      | Alysia May Nana Miyagi              | Linda Ferrando Wiltrud Probst       | 6-4, 5-7, 6-3 | Tableau |
| 41 | 27/08/1990 | US Open Flushing Meadows                       | G. Chelem | 2 707 250 $ | Dur (ext.)      | Gigi Fernández Martina Navrátilová  | Jana Novotná Helena Suková          | 6-2, 6-4      | Tableau |
| 42 | 10/09/1990 | Athens Open Athènes                            | Tier V    | 75 000 $    | Terre (ext.)    | Laura Garrone Karin Kschwendt       | Leona Lásková Jana Pospíšilová      | 6-0, 1-6, 7-6 | Tableau |
| 43 | 10/09/1990 | Austrian Open Kitzbühel                        | Tier IV   | 100 000 $   | Terre (ext.)    | Petra Langrová Radka Zrubáková      | Sandra Cecchini Patricia Tarabini   | 6-0, 6-4      | Tableau |
| 44 | 12/09/1990 | World Doubles Championships Orlando            |           | 175 000 $   | Moquette (int.) | Larisa Neiland Natasha Zvereva      | Manon Bollegraf Meredith McGrath    | 6-4, 6-1      | Tableau |
| 45 | 17/09/1990 | Clarins Open Paris                             | Tier IV   | 150 000 $   | Terre (ext.)    | Kristin Godridge Kirrily Sharpe     | Alexia Dechaume Nathalie Herreman   | 4-6, 6-3, 6-1 | Tableau |
| 46 | 24/09/1990 | Open Whirlpool-Ville de Bayonne Bayonne        | Tier V    | 100 000 $   | Moquette (int.) | Louise Field Catherine Tanvier      | Jo-Anne Faull Rachel McQuillan      | 7-6, 6-7, 7-6 | Tableau |
| 47 | 24/09/1990 | Volkswagen Grand Prix Leipzig                  | Tier III  | 225 000 $   | Moquette (int.) | Lise Gregory Gretchen Rush          | Manon Bollegraf Jo Durie            | 6-2, 4-6, 6-3 | Tableau |
| 48 | 24/09/1990 | Nichirei International Championships Tokyo     | Tier II   | 350 000 $   | Moquette (int.) | Mary Joe Fernández Robin White      | Gigi Fernández Martina Navrátilová  | 4-6, 6-3, 7-6 | Tableau |
| 49 | 01/10/1990 | Moscow Open Moscou                             | Tier V    | 100 000 $   | Moquette (int.) | Gretchen Rush Robin White           | Elena Bryukhovets Eugenia Maniokova | 6-2, 6-4      | Tableau |
| 50 | 08/10/1990 | BMW European Indoors Zurich                    | Tier II   | 350 000 $   | Moquette (int.) | Manon Bollegraf Eva Pfaff           | Catherine Suire Dinky Van Rensburg  | 7-5, 6-4      | Tableau |
| 51 | 15/10/1990 | Arizona Classic Scottsdale                     | Tier IV   | 150 000 $   | Dur (ext.)      | Elise Burgin Helen Kelesi           | Sandy Collins Ronni Reis            | 6-4, 6-2      | Tableau |
| 52 | 15/10/1990 | Porsche Tennis GP Filderstadt                  | Tier II   | 350 000 $   | Dur (int.)      | Mary Joe Fernández Zina Garrison    | Mercedes Paz Arantxa Sánchez        | 7-5, 6-3      | Tableau |
| 53 | 22/10/1990 | Puerto Rico Open Dorado                        | Tier IV   | 150 000 $   | Dur (ext.)      | Elena Bryukhovets Natalia Medvedeva | Amy Frazier Julie Richardson        | 6-4, 6-2      | Tableau |
| 54 | 22/10/1990 | Midland Bank Championships Brighton            | Tier II   | 350 000 $   | Moquette (int.) | Helena Suková Nathalie Tauziat      | Jo Durie Natasha Zvereva            | 6-1, 6-4      | Tableau |
| 55 | 29/10/1990 | Virginia Slims of Nashville Nashville          | Tier IV   | 150 000 $   | Dur (int.)      | Kathy Jordan Larisa Neiland         | Brenda Schultz Caroline Vis         | 6-1, 6-2      | Tableau |
| 56 | 29/10/1990 | Virginia Slims of California Oakland           | Tier II   | 350 000 $   | Moquette (int.) | Meredith McGrath Anne Smith         | Rosalyn Fairbank Robin White        | 2-6, 6-0, 6-4 | Tableau |
| 57 | 05/11/1990 | Jello Classic Indianapolis                     | Tier IV   | 150 000 $   | Dur (int.)      | Patty Fendick Meredith McGrath      | Katrina Adams Jill Hetherington     | 6-1, 6-1      | Tableau |
| 58 | 05/11/1990 | Virginia Slims of New England Worcester        | Tier II   | 350 000 $   | Moquette (int.) | Gigi Fernández Helena Suková        | Mary Joe Fernández Jana Novotná     | 3-6, 6-3, 6-3 | Tableau |
| 59 | 12/11/1990 | Virginia Slims Championships New York          | Masters   | 3 000 000 $ | Moquette (int.) | Kathy Jordan Elizabeth Smylie       | Mercedes Paz Arantxa Sánchez        | 7-6, 6-4      | Tableau |
| 60 | 26/11/1990 | Nivea Cup São Paulo                            | Tier V    | 75 000 $    | Terre (ext.)    | Bettina Fulco Eva Švíglerová        | Mary Pierce Luanne Spadea           | 7-5, 6-4      | Tableau |

### Double mixte
| No | Date       | Nom et lieu du tournoi         | Catégorie | Dotation    | Surface      | Vainqueures                      | Finalistes                       | Score         |         |
| -- | ---------- | ------------------------------ | --------- | ----------- | ------------ | -------------------------------- | -------------------------------- | ------------- | ------- |
| 1  | 26/12/1989 | Hopman Cup II Perth            | ITF       | 350 000 $   | Dur (int.)   | Arantxa Sánchez Emilio Sánchez   | Pam Shriver John McEnroe         | 2 matchs à 1  | Tableau |
| 2  | 15/01/1990 | Ford Australian Open Melbourne | G. Chelem | 1 220 160 $ | Dur (ext.)   | Natasha Zvereva Jim Pugh         | Zina Garrison Rick Leach         | 4-6, 6-2, 6-3 | Tableau |
| 3  | 28/05/1990 | Roland-Garros Paris            | G. Chelem | 2 019 720 $ | Terre (ext.) | Arantxa Sánchez Jorge Lozano     | Nicole Provis Danie Visser       | 7-64, 7-64    | Tableau |
| 4  | 25/06/1990 | The Championships Wimbledon    | G. Chelem | 2 561 585 $ | Gazon (ext.) | Zina Garrison Rick Leach         | Elizabeth Smylie John Fitzgerald | 7-5, 6-2      | Tableau |
| 5  | 27/08/1990 | US Open Flushing Meadows       | G. Chelem | 2 707 250 $ | Dur (ext.)   | Elizabeth Smylie Todd Woodbridge | Natasha Zvereva Jim Pugh         | 6-4, 6-2      | Tableau |

## Classements de fin de saison
| Rang | Joueuse             |
| ---- | ------------------- |
| 1    | Steffi Graf         |
| 2    | Monica Seles        |
| 3    | Martina Navrátilová |
| 4    | Mary Joe Fernández  |
| 5    | Gabriela Sabatini   |
| 6    | Katerina Maleeva    |
| 7    | Arantxa Sánchez     |
| 8    | Jennifer Capriati   |
| 9    | Manuela Maleeva     |
| 10   | Zina Garrison       |
| 11   | Conchita Martínez   |
| 12   | Natasha Zvereva     |
| 13   | Jana Novotná        |
| 14   | Helena Suková       |
| 15   | Barbara Paulus      |
| 16   | Amy Frazier         |
| 17   | Judith Wiesner      |
| 18   | Nathalie Tauziat    |
| 19   | Leila Meskhi        |
| 20   | Sandra Cecchini     |

| Rang | Joueuse             |
| ---- | ------------------- |
| 1    | Jana Novotná        |
| 2    | Helena Suková       |
| 3    | Natasha Zvereva     |
| 4    | Larisa Neiland      |
| 5    | Gigi Fernández      |
| 6    | Martina Navrátilová |
| 7    | Elizabeth Smylie    |
| 8    | Mercedes Paz        |
| 9    | Kathy Jordan        |
| 10   | Arantxa Sánchez     |
| 11   | Patty Fendick       |
| 12   | Robin White         |
| 13   | Lise Gregory        |
| 14   | Nicole Bradtke      |
| 15   | Gretchen Magers     |
| 16   | Lori McNeil         |
| 17   | Zina Garrison       |
| 18   | Katrina Adams       |
| 19   | Elna Reinach        |
| 20   | Mary Joe Fernández  |

| Rang | Paire               |
| ---- | ------------------- |
| 1    | Jana Novotná        |
| 1    | Helena Suková       |
| 2    | Larisa Neiland      |
| 2    | Natasha Zvereva     |
| 3    | Kathy Jordan        |
| 3    | Elizabeth Smylie    |
| 4    | Lise Gregory        |
| 4    | Gretchen Magers     |
| 5    | Gigi Fernández      |
| 5    | Martina Navrátilová |
| 6    | Nicole Bradtke      |
| 6    | Elna Reinach        |
| 7    | Mercedes Paz        |
| 7    | Arantxa Sánchez     |
| 8    | Katrina Adams       |
| 8    | Lori McNeil         |
| 9    | Natalia Medvedeva   |
| 9    | Leila Meskhi        |
| 10   | Mary Lou Daniels    |
| 10   | Wendy White-Prausa  |

## Coupe de la Fédération
| Date     | Lieu                      | Surf.      | Vainqueur                                      | Finaliste                                          | Score |         |
| 21/07/90 | Atlanta, Peachtree W.O.T. | Dur (ext.) | Jennifer Capriati Zina Garrison Gigi Fernández | Elena Bryukhovets Natasha Zvereva Larisa Savchenko | 2-1   | Tableau |

## Sources
- (en) WTA Tour : site officiel
- (en) [PDF] WTA Tour : palmarès complet 1971-2011
- (en) [PDF] WTA Tour : prize money leaders 1990 (au 26/11/1990)